# Francesco Maria Veracini
Francesco Maria Veracini (Florencia, 1 de febrero de 1690 - ibidem, 31 de octubre de 1768) fue un compositor y violinista italiano del Barroco, famoso por sus sonatas para violín.

## Biografía
Aunque su padre Agostino, farmacéutico, no se interesó por la música, Francesco pertenecía a una familia de músicos: su abuelo fue uno de los mejores violinistas de Florencia. Inicialmente fue alumno de su tío Antonio (hijo a su vez del violinista Francesco), fue considerado en Italia como el mejor violinista de su tiempo, desaparecido ya Corelli. 
Nació en Florencia en torno a 1690. Estudió música y composición, en particular, en la catedral de Florencia. En 1711 viaja a Venecia, iniciando su carrera, y donde participa como violinista en las misas de Navidad que se celebran en la Basílica de San Marcos en 1711 y 1712. El 10 de marzo de 1712 es oído por Tartini. En 1714 se trasladó a un Londres dominado musicalmente por la figura de Handel; Allí conoció a Francesco Geminiani. En 1715 se trasladó a Düsseldorf donde compone, y toca para el elector Johann Wilhelm, el oratorio "Moisés en el Mar Rojo." A los veintinueve años retorna a Venecia donde dio varios conciertos con tanta maestría y con tan gran éxito que Tartini se convence de que no puede competir con él, y se retira a Ancona para profundizar en sus estudios. En Venecia (1716) escribió un conjunto de sonatas para violín dedicadas al Príncipe Federico Augusto (futuro Augusto III de Polonia). El príncipe se encontraba en Venecia reclutando músicos para la corte de su padre Augusto II de Polonia en Dresde.En el mismo año (1719) Veracini hizo un viaje a Londres, e interpretaba piezas musicales en los entreactos de las óperas representadas en el Queen´s Theatre de Westminster, suscitando gran entusiasmo del público. Siguió en Inglaterra, donde era considerado un portentoso violinista, dos años más.
En 1720 marcha a Dresde (Sajonia) donde consigue los títulos de compositor y virtuoso del elector de Sajonia (también rey de Polonia). Su siguiente parada fue Praga, donde entró al servicio del Conde Kinsky durante largo tiempo. De ahí retorna a Inglaterra y en Londres ofrece conciertos que no alcanzan el éxito de antaño (1730). Su estilo resultaba anticuado y por entonces ya le superaba el violinista Francesco Geminiani. De vuelta en Italia, en 1747, se retiró a una modesta casa de Pisa. Murió en 1768.

## Obra

### Sonatas
- 12 Sonatas para violín y bajo continuo (1716). Sin número de opus. Dedicadas al Príncipe Federico Augusto.
- 12 Sonatas para violín y bajo continuo (1721). Opus 1.
- 12 Sonate accademiche para violín y bajo continuo (1744). Opus 2.
- 12 Sonatas para violín. Dissertazioni del Sigr. Francesco Veracini sopra l’opera quinta del Corelli.
- 12 Sonate a Flauto solo, e Basso
- 8 Sonatas para violín y bajo continuo.

### Otras obras
- 1708 Sara in Egitto oratorio
- 1711 Concerto per violino e 8 strumenti in re maggiore
- 1711 Il Trionfo dell'innocenza patrocinata da San Niccolò, oratorio.
- 1715 L'Empietà distrutta nella caduta di Gerico, oratorio.
- 1720 La Caduta del savio nell'idolatria di Salomone, oratorio.
- 1722 La Liberazione del Popolo ebreo dal naufragio di Faraone.
- 1727 L'incoronazione di Davidde.
- 1735 Adriano in Siria, ópera.
- 1737  La Clemenza di Tito, ópera.
- 1738 Partenio, ópera.
- 1739 Piangete al pianto mio.
- 1744 L'errore di Salomone.
- 1744 Roselinda, ópera.

- 2 Concerti in si minore e in re maggiore.
- 6 Arie per soprano.
- 6 Concerti.
- Concerto per violino concertante, 2 violini, alto et basso.
- M'assalgono affanno aria.
- Nice e Tirsi per soprano e alto.
- Parla al ritratto dell'Amante per soprano e basso.
- Ut relevet miserum canone vocale.